# Filipe Morais
Filipe Alexandre Morais (Benavente, 21 novembre 1985) è un ex calciatore portoghese, di ruolo centrocampista.

## Carriera

### Club
Ha giocato con Chelsea, Milton Keynes Dons, Millwall, St. Johnstone, Hibernian e Inverness Caledonian Thistle.

### Nazionale
Ha giocato nella nazionale portoghese Under-21.